# 保太后
保太后，為中國古代北魏皇帝在登基之後所冊封給乳母（或褓姆）的一種封號，始於北魏世祖封乳母竇氏為保太后。
北魏有鑑於前代“女禍”，為避免母以子貴的情況發生，因而效仿漢武帝殺鉤弋夫人、立其子故事，實施所謂子貴母死制。后妃產下皇子後一律賜死，但幼齡皇子仍需旁人撫育，因此皇子由乳母看護，而皇子若即位，乳母可以哺育之功，由皇帝冊封為保太后。
但子貴母死制過度殘忍，造成後宮上自后妃、下至宮人，皆不願生下皇子，於是北魏中期後便不再實施。而有史可查的兩位保太后，之後皆改尊為皇太后。
- 保太后：
  - 北魏世祖乳母：惠太后竇氏，後改尊皇太后。
  - 北魏高宗乳母：昭太后常氏，後亦改尊皇太后。